# Marilyn Horne
Marilyn Horne, född 16 januari 1934 i Bradford i Pennsylvania, är en amerikansk operasångerska (mezzosopran). Hon är känd för sina mycket personliga tolkningar av Rossini, Bellini, Händel och Meyerbeer samt att hon i ett flertal uppsättningar och inspelningar också sjungit tillsammans sopraner som Joan Sutherland, Renata Tebaldi och Montserrat Caballé.
Sin utbildning fick hon av William Vennard vid University of Southern California och deltog i masterklasser som gavs av Lotte Lehmann. Under tiden hade hon jobbat extra som bakgrundssångerska i TV-shower men 1954 fick hon sitt första riktiga uppdrag då hon tillfrågades att sjunga in Dorothy Jones ljudspår i filmen Carmen Jones. Samma år gjorde hon sin operadebut på Los Angeles Guild Opera som ”Hata” i Brudköpet av Bedřich Smetana.
Hon fortsatte som konsertsångerska fram till 1956 då hon kom till Europa och sjöng i Gelsenkirchen och väl där upptäcktes hennes talang snabbt av Igor Stravinskij som bjöd in henne till festivalen på Wiener Staatsoper. Hon blev kvar i Europa fyra år innan hon för ett kort tag återvände till USA. Hennes största framgång i Gelsenkirchen kom strax innan hon återvände då hon sjöng ”Marie” i Alban Bergs Wozzeck vid invigningen av det nya operahuset, vilket blev en enorm succé. Samma år fick hon sitt stora publika genombrott på Carnegie Hall i Bellinis Beatrice di Tenda tillsammans med Joan Sutherland. Hon gifte sig också med dirigenten Henry Lewis (de var gifta till 1974 och har en dotter, Angela).
1964 sjöng Horne återigen i Wozzeck, den här gången på San Francisco Opera House. Året därpå sjöng hon återigen tillsammans med Joan Sutherland i Rossinis Semiramide (Horne som ”Arsace”) på Opera Company of Boston.
1965 sjöng hon återigen ”Marie” i Wozzeck när hon debuterade på Royal Opera House i Covent Garden i London. Hon fortsatte turnera runt på de stora operahusen och 1969 lät Stravinskij henne sjunga ”Jocasta” i sitt oratorium Oidipus Rex på La Scala. Hon återkom samma år på La Scala i Belägringen av Korint av Rossini, hennes framförande var så uppskattat att hon fick en 7 minuter lång applåd mitt i akten.
Först 1970 gjorde hon sin debut på Metropolitan som ”Adalgisa” i Bellinis Norma, återigen tillsammans med Joan Sutherland. Hon fortsatte att sjunga där regelbundet, bl.a. i Carmen (1972) och Rinaldo (1984).
1999 drog hon sig tillbaka och startade The Marilyn Horne Foundation för att främja recitalsången. Hon har dessutom skrivit två böcker: My Life (1983) och The Song Continues (2004).

## Roller i urval
- ”Adalgisa” i Norma av Bellini
- ”Carmen” i Carmen av Bizet
- ”Orfeo” i Orfeus och Eurydike av Gluck
- ”Marie” i Wozzeck av Alban Berg
- ”Rosina” i Barberaren i Sevilla av Rossini
- ”Orlando” i Orlando furioso av Vivaldi
- ”Arsace” i Semiramide av Rossini
- ”Isabella” i Italienskan i Alger av Rossini
- ”Tancredi” i Tancredi av Rossini
- ”Rinaldo” i Rinaldo av Händel
- ”Delilah” i Simson och Delilah av Saint-Saëns